# Sven Schmid
Sven Attila Schmid (Johannesburg, 1978. január 21. –) Európa-bajnok, világbajnoki ezüstérmes, olimpiai bronzérmes német párbajtőrvívó.